# Horkstow Grange
| Recensione | Giudizio |
| ---------- | -------- |
| AllMusic   |          |

Horkstow Grange è un album degli Steeleye Span, pubblicato dalla Park Records nel settembre del 1998. Il disco fu registrato al Warehouse Studios di Oxford (Inghilterra).

## Tracce
1. The Old Turf Fire – 3:50 (Johnny Patterson)
2. The Tricks of London – 2:43 (Brano tradizionale, arrangiamento, adattamento e musica di Bob Johnson)
3. Horkstow Grange – 2:13 (Brano tradizionale, arrangiamento Steeleye Span, musica di Peter Knight)
4. Lord Randall – 4:15 (Brano tradizionale, adattamento, arrangiamento e musica di Bob Johnson)
5. Erin – 6:15 (Brano tradizionale, arrangiamento Steeleye Span)
6. Queen Mary/Hunsden House – 3:07 (Brano tradizionale, arrangiamento Steeleye Span)
7. Bonny Birdy – 6:04 (Brano tradizionale, adattamento e arrangiamento di Peter Knight)
8. Bonny Irish Boy – 3:48 (Brano tradizionale, adattamento, arrangiamento e musica di Gay Woods)
9. I Wish That I Never Was Wed – 2:52 (Brano tradizionale, arrangiamento Steeleye Span)
10. Australia – 3:40 (Brano tradizionale, arrangiamento Steeleye Span)
11. One True Love – 4:22 (Brano tradizionale, arrangiamento Steeleye Span)
12. The Parting Glass – 3:12 (Brano tradizionale, arrangiamento Steeleye Span)

## Musicisti
The Old Turf Fire
- Gay Woods - voce, bodhrán
- Bob Johnson - chitarra elettrica
- Peter Knight - violino
- Tim Harries - basso, tastiere
- Dave Mattacks - batteria

The Tricks of London
- Bob Johnson - voce solista, chitarra acustica, chitarra elettrica
- Gay Woods - voce, tamburello
- Peter Knight - violino
- Tim Harries - basso, pianoforte, voce

Horkstow Grange
- Gay Woods - voce solista
- Peter Knight - voce
- Bob Johnson - voce
- Tim Harries - voce, tastiere

Lord Randall
- Bob Johnson - voce solista, chitarra elettrica, chitarra acustica
- Gay Woods - voce
- Peter Knight - violino elettrico, voce
- Tim Harries - basso, voce
- Dave Mattacks - batteria

Erin
- Gay Woods - voce solista, bodhrán
- Bob Johnson - chitarra acustica, chitarra elettrica, voce
- Peter Knight - violino elettrico, voce
- Tim Harries - basso, pianoforte, voce

Queen Mary/Hunsden House
- Gay Woods - voce
- Bob Johnson - chitarra elettrica
- Peter Knight - violino
- Tim Harries - tastiere

Bonny Birdy
- Peter Knight - voce solista, pianoforte
- Gay Woods - voce, bodhrán
- Bob Johnson - chitarra elettrica, voce
- Tim Harries - basso, voce

Bonny Irish Boy
- Gay Woods - voce, bodhrán
- Bob Johnson - chitarra elettrica
- Peter Knight - violino, viola
- Tim Harries - basso

I Wish That I Never Was Wed
- Gay Woods - voce
- Bob Johnson - chitarra elettrica
- Peter Knight - violino
- Tim Harries - basso
- Dave Mattacks - batteria

Australia
- Bob Johnson - voce solista, chitarra flamenco
- Peter Knight - violino elettrico, voce, percussioni
- Tim Harries - basso, voce

One True Love
- Tim Harries - voce solista, basso
- Gay Woods - voce, bodhrán
- Bob Johnson - chitarra elettrica
- Peter Knight - violino elettrico

The Parting Glass
- Gay Woods - voce
- Tim Harries - tastiere[3]